# Andrei Pippidi
Andrei Pippidi (nume complet Andrei-Nicolae Pippidi; n. 12 martie 1948, București, România) este un istoric român specializat în istoria Sud-Estului european în sec. XV-XIX, istoria românilor în Evul Mediu, istoria culturală și politică a României și în istoria relațiilor dintre Sud-Est și Occident. Fiu al istoricului Dionisie M. Pippidi și nepotul prin mamă al lui Nicolae Iorga, este editor al operei bunicului său.
Andrei Pippidi a contribuit atât la elaborarea Raportului Elie Wiesel privitor la participarea României la Holocaust, cât și la elaborarea Raportul Tismăneanu, pe baza căruia a fost condamnat regimului comunist din România. În calitate de publicist, Pippidi scrie din 1990 în Revista 22. În revista culturală Dilema Veche ține rubrica SOS București, în care luptă pentru conservarea patrimoniului urbanistic al capitalei României.
Membru fondator al Grupului pentru Dialog Social (1990), al Fundației Soros pentru o Societate Deschisă și al Societății Academice din România (1995), din 2012 este membru corespondent al Academiei Române. Este căsătorit cu profesoara de științe politice Alina Mungiu-Pippidi.

## Biografie
Absolvă Facultatea de Istorie a Universității București, 1965-1970, specializare în istorie medie universală. Doctorate în 1981 la Universitatea din Cluj-Napoca (dr.ist.) și 1986 la Universitatea din Oxford (D.Phil.).
Din 1970 lucrează în Institutul de studii sud-est europene (membru în Consiliul științific al Institutului din 1990, secretar științific al Institutului în 1990-1994).
În 1990 a devenit cadru științific asociat la Facultatea de Istorie a Universității din București, avansând apoi la poziția de conferențiar, pentru ca din 1995 să ocupe poziția de profesor universitar de Istorie a Evului Mediu european. Între 1990-1994 a fost membru în Consiliul științific al Facultății de Istorie și în Senatul Universității din București.
Andrei Pippidi a fost Visiting Fellow la Collegium Budapest (1995), Visiting Professor la Universitatea din Amsterdam (1996) și  Visiting Professor la Central European University (1999). Tot acolo, din 2000 este membru în consiliul științific al departamentului de Studii Medievale.
În 1996 și în 2001 a fost director de studii asociat la Ecole des Hautes Etudes en Sciences Sociales din Paris.

## Poziții în viața publică și academică
| Data      | Organizația sau publicația                                             | Calitatea                                                                      |
| --------- | ---------------------------------------------------------------------- | ------------------------------------------------------------------------------ |
| Din 1976  | Societatea de genealogie, heraldică și sigilografie                    | membru                                                                         |
| Din 1990  | Grupul pentru Dialog Social                                            | membru fondator                                                                |
| Din 1990  | Revue des Etudes Sud-Est europιennes                                   | membru în comitetul de redacție                                                |
| 1990-1992 | Comisia Națională a Monumentelor Istorice                              | membru                                                                         |
| 1990-1992 | Revista 22                                                             | membru în comitetul de redacție                                                |
| Din 1991  | Comisia mixtă româno-polonă de istorie                                 | vicepreședinte                                                                 |
| 1991      | Fundația Soros pentru o Societate Deschisă                             | membru fondator                                                                |
| 1993      | Comisia Națională a Monumentelor Istorice                              | vicepreședinte                                                                 |
| 1993-2005 | ICOMOS                                                                 | membru în comitetul național                                                   |
| 1994-1997 | Fundația Cărții (București)                                            | președinte                                                                     |
| Din 1995  | Societatea Academică din România                                       | membru fondator                                                                |
| 1996-2006 | New Europe College                                                     | membru în consiliul de administrație membru în consiliul științific (succesiv) |
| Din 1996  | Arhivele Naționale                                                     | membru în consiliul științific                                                 |
| 1997-2001 | Comisia Națională a Monumentelor Istorice                              | președinte                                                                     |
| 1997-2001 | Revista Monumentelor Istorice Buletinul Comisiei Monumentelor Istorice | președinte al colegiului de redacție                                           |
| 1999-2001 | Institutul Român de Istorie Recentă (IRIR)                             | director                                                                       |
| 2000      | Institutul Român de Genealogie și Heraldică „Sever Zotta” (Iași)       | membru                                                                         |
| 2002-2003 | Anuarul IRIR                                                           | membru în colegiul de redacție                                                 |
| 2003-2004 | Comisia pentru investigarea Holocaustului în România                   | membru                                                                         |
| 2004      | The Historical Review/La Revue Historique (Atena)                      | membru în consiliul științific internațional                                   |
| 2005      | Institutul Național al Holocaustului                                   | membru în consiliul științific                                                 |
| 2006      | Comisia prezidențială pentru analiza dictaturii comuniste în România   | membru                                                                         |

## Lucrări publicate
Autor
- Pippidi, Andrei (1974), Contribuții la studiul legilor războiului în evul mediu, București: Editura militară
- Pippidi, Andrei (1980), Hommes et idées du Sud Est européen à l'aube de l'âge moderne, București/Paris: Editura Academiei/Ed. du C.N.R.S.
- Pippidi, Andrei (1983), Tradiția politică bizantină în țările române în secolele XVI-XVIII, București: Editura Academiei Republicii Socialiste România
- Pippidi, Andrei (1987), Mihai Viteazul în arta epocii sale, Cluj-Napoca: Editura Dacia
- Pippidi, Andrei (1994), România regilor, București: Editura Litera, ISBN 973-43-0162-4
- Pippidi, Andrei (1995), Rezerva de speranță, București: Editura Staff, ISBN 9739611151 Verificați valoarea |isbn=: checksum (ajutor)
- Pippidi, Andrei (2000), Despre statui și morminte. Pentru o teorie a istoriei simbolice, Iași: Editura Polirom, ISBN 9736834697
- Pippidi, Andrei (2001), Tradiția politică bizantină în țările române. În secolele XVI-XVIII, Ediție revăzută și adăugită, București: Ed. Corint
- Pippidi, Andrei (2002), București. Istorie și urbanism, Colecția București care au fost, Iași: Editura Do-MinoR, p. 9738590183
- Pippidi, Andrei (2006), Byzantins, Ottomans, Roumains. Le Sud-Est européen entre l’héritage impérial et les influences occidentales, Paris: Honoré Champion, ISBN 2-7453-1293-6
- Pippidi, Andrei (2012), Case și oameni din București, Ediția a II-a, Vol. 1, București: Editura Humanitas, ISBN 9789735035853
- Pippidi, Andrei (2012), Case și oameni din București, Ediția a II-a, Vol. 2, București: Editura Humanitas, ISBN 9789735035860
- Pippidi, Andrei (2012), Visions of the Ottoman World in Renaissance Europe, Londra: Hurst, ISBN 9781849041997

Co-autor
- Pippidi, Andrei; Dvorski, Monica; Grosu, Ioan (1998), Istorie. Manual pentru clasa a VI-a, (Manual școlar), Bucuresti: Editura Corint, ISBN 973-9281-72-9

Ediții, comentarii, note etc.
- Berza, M. (1986), Pentru o istorie a culturii vechi românești, București: Editura Eminescu
- Iorga, N. (1991), Scrisori către Catinca: 1900-1939, Ediție de Andrei Pippidi, București: Editura Minerva, ISBN 9732102071
- Iorga, N. (1992), Istoria românilor în chipuri și icoane, București: Editura Humanitas
- Cantemir, Dimitrie (1996), Viața lui Constantin Cantemir, București: Editura Academiei
- Iorga, N. (1997), Dezvoltarea imperialismului contemporan, București: Editura Albatros
- Iorga, N. (1999), Generalități cu privire la studiile istorice, Iași: Editura Polirom
- Iorga, N. (1999), Istoria literaturii românesti (Introducere sintetică). Arta si literatura românilor (Sinteze paralele)., Traducere de Lisia Simion și Andrei Pippidi. Studiu introductiv și note de Andrei Pippidi., București: Editura Fundației Culturale Române
- Iorga, N. (2001), Figuri reprezentative din istoria universală, București: Editura All
- Holocaustul evreilor români. Din mărturiile supraviețuitorilor, Iași: Editura Polirom, 2004
- Erbiceanu, Constantin (2003), Cronicarii greci: care au scris despre Români în epoca fanariotă, Postfață de Andrei Pippidi, București: Editura Cronicar, ISBN 973-85854-5-7

## Premii și distincții
Andrei Pippidi a fost distins în 1983 cu Premiul „Nicolae Iorga” al Academiei.
A fost decorat la 1 decembrie 2000 cu Ordinul național „Serviciul Credincios” în grad de Cavaler „pentru realizări artistice remarcabile și pentru promovarea culturii, de Ziua Națională a României” și la 1 decembrie 2008 cu Ordinul Național „Steaua României”, în grad de Cavaler.
Prin Hotărârea Consiliului Local nr. 117 din 31 mai 2012, Andrei Pippidi a primit distincția de cetățean de onoare al orașului Botoșani. Premierea a avut loc la 18 iunie 2012, în sala mare a Teatrului Mihai Eminescu, când istoricul a primit și Premiul Național „Nicolae Iorga” pentru studiului introductiv la lucrarea „Nicolae Iorga-Istoria românilor în chipuri și icoane” (ediția a II-a). Acesta a declarat: 

„Trebuie să mulțumesc pentru două răsplăți. Cea care premiază cartea editată de mine, cu o introducere minuțioasă, mult muncită, pentru a căuta să limpezesc influențele care se întâlnesc în istoria românilor și direcțiile în care Nicolae Iorga avea să dezvolte mai târziu sugestii care se găsesc în această lucrare de tinerețe, se găsesc în sâmbure, să zicem, dar pot fi recunoscute mai târziu, până la sfârșitul activității sale. A doua răsplată, care vine cu totul pe neașteptate, din partea autorităților locale, acest titlu de cetățean de onoare al orașului dumneavoastră.”

La 14 noiembrie 2012, i-a fost înmânat Ordinul Artelor și Literelor în grad de Cavaler de către statul francez, într-o ceremonie care a avut loc la reședința ambasadorului Franței la București. În 2024 a primit Ordinul Național „Steaua României” în grad de ofițer din partea Președintelui României.